# رکن سیاه

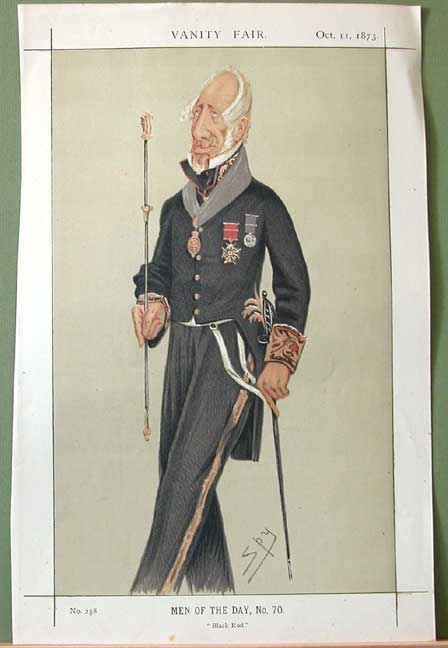
کاریکاتوری قدیمی از یکی از دارندگان سمت رکن سیاه در حالی که یک عصای تشریفات را در دست دارد.

رُکن سیاه (به انگلیسی: Black Rod) یک مقام غیرانتخابی در پارلمان بریتانیا و کشورهای مشترک‌المنافع است که مسئولیت هماهنگی میان بخش‌های مختلف پارلمان را بر عهده دارد. رکن سیاه توسط مقام سلطنت نصب می‌شود و در بریتانیا دارای یک لباس ویژه (اونیفورم) است.

## وظایف و مسئولیت‌ها
وی دو دسته وظیفهٔ مدیریتی و تشریفاتی را بر عهده دارد. از جمله:
- حفظ نظم در تالار مجلس اعیان
- مشاور لرد اعظم پیشکار مقام سلطنت (مشابه حاجب اعظم یا معین خلوت در نظم سنتی پادشاهی ایرانی)
- فراخواندن نمایندگان مجلس عوام برای حضور در تالار مجلس اعیان به جهت مراسمات مختلف از جمله سخنرانی افتتاحیه توسط مقام سلطنت.